# Плацкарта
Плацкарта (нім. Platz — «місце» + Karte — «квиток») — одна з частин проїзного документа (квитка), частина вартості проїзду, яка засвідчує право пасажира на зайняття окремого нумерованого місця в залізничному вагоні, може бути оформлена як разом із квитком, так і окремо, компенсує витрати на підготовку в рейс та обслуговування вагона. Розмір плацкарти визначається категорією вагона і поїзда. Продають плацкарту звичайно разом із залізничним квитком, але в деяких країнах діють також квитки без плацкарти, тобто без фіксованого місця у вагоні.
На залізницях колишнього СРСР квитки без плацкарти продаються тільки в потяги приміського сполучення (дизель та електропотяги, які прямують у межах приміської зони, зазвичай не більше ніж 150—180 кілометрів).
Не варто плутати з поняттям "плацкарт" — одна з найдешевших категорій (класів) залізничних вагонів (на залізницях колишнього СРСР), в яких відсутні двері в купе і є «бокові» місця вздовж по правій стороні вагона (одне верхнє, одне нижнє в одному відділенні).

## Виноски
1. ↑  Плацкарта // Словник законодавчих термінів.